# Bruno Illing
Die Bruno Illing ist ein ehemaliger Tonnenleger der Bundesrepublik Deutschland.

## Geschichte
Das Schiff wurde 1968 unter der Baunummer 864 auf der Norderwerft Johann Rathje Köser in Hamburg gebaut. Der Stapellauf des Schiffes fand im Mai 1968 statt. Die Fertigstellung erfolgte im November des Jahres.
Das Schiff wurde vom Wasserstraßen- und Schifffahrtsamt Bremerhaven auf der Unter- und Außenweser eingesetzt. Zum Einsatzspektrum des Schiffes gehörte das Auslegen und die Kontrolle von schwimmenden Seezeichen aller Art sowie die Kontrolle und Versorgung fester Seezeichen wie Leuchttürmen und Leuchtbaken. Daneben wurde das Schiff für schifffahrtspolizeiliche Aufgaben eingesetzt. Es konnte auch zur Bekämpfung von Ölverschmutzungen, als Unterstützungsfahrzeug bei Havarien und als Eisbrecher eingesetzt werden.
Das Schiff wurde Anfang November 2012 beim WSA Bremerhaven außer Dienst gestellt und durch den Neubau Nordergründe ersetzt. Ende November 2012 wurde die Bruno Illing als zeitweiliger Ersatz für die Gustav Meyer für das WSA Emden reaktiviert und dort im März 2013 endgültig außer Dienst gestellt. Ab dem 12. Dezember 2013 stand die Bruno Illing bei der VEBEG zum Verkauf und wurde am 13. Februar 2014 zum Preis von 516.900,99 € verkauft.

## Krebs Helios

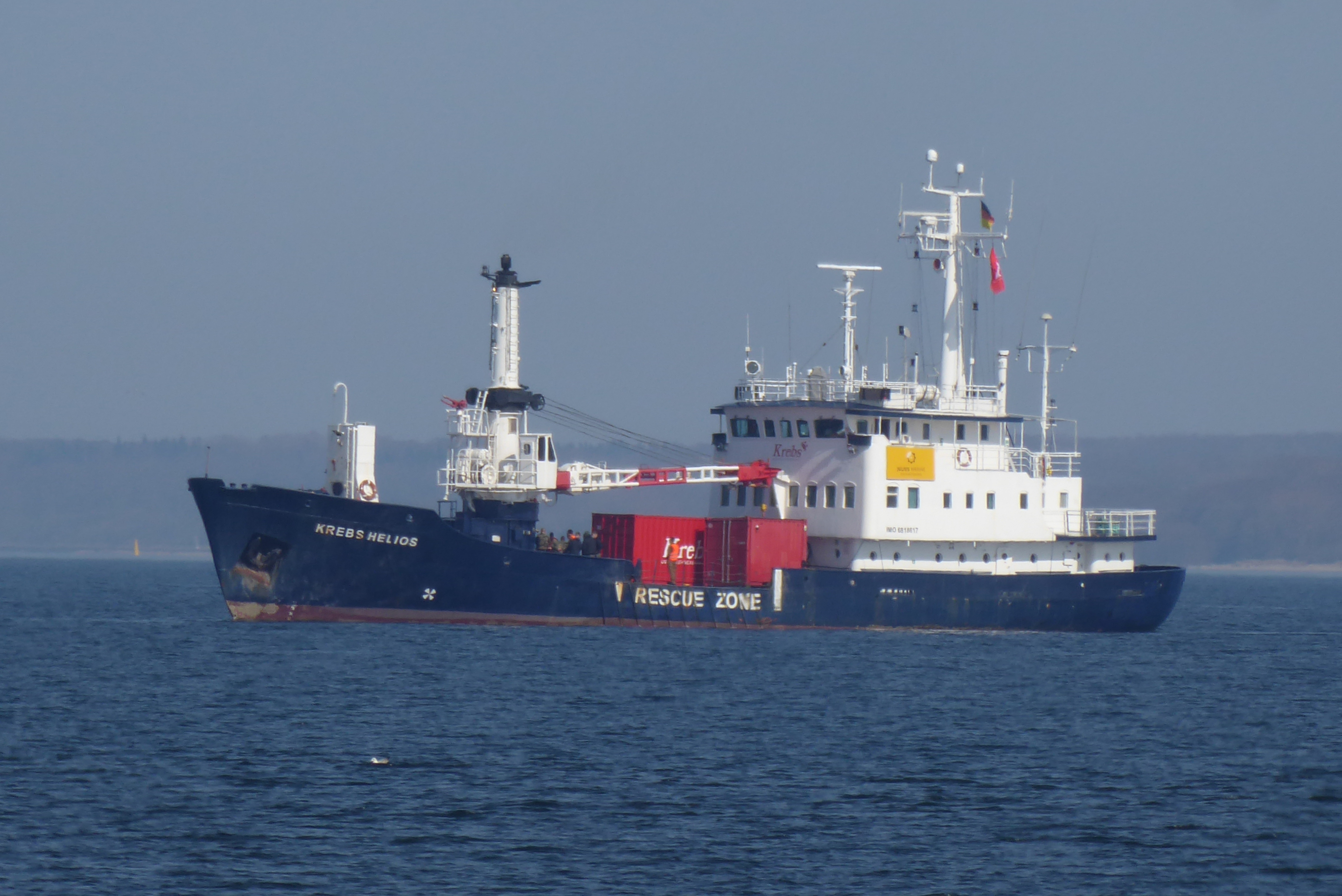
Krebs Helios in Eckernförde (2021)

Das Schiff wird seit 2014 unter dem Namen Krebs Helios von der im Korrosionsschutz tätigen Krebs-Unternehmensgruppe eingesetzt.

## Technische Daten und Ausstattung
Angetrieben wird das Schiff von zwei Achtzylinder-Viertakt-Dieselmotoren des Herstellers Klöckner-Humboldt-Deutz (Typ: SBA 8 M 528) mit einer Leistung von jeweils 552 kW. Die beiden Motoren wirken über Getriebe auf einen Verstellpropeller. Das Schiff erreicht damit eine Geschwindigkeit von rund 14 kn.
Für die Stromversorgung stehen zwei Wellengeneratoren mit einer Scheinleistung von jeweils 425 kVA sowie zwei weitere Generatoren mit Scheinleistungen von 310 bzw. 45 kVA zur Verfügung. Im Bug des Schiffes befindet sich eine Querstrahlsteueranlage.
Das Schiff verfügt über ein offenes Arbeitsdeck vor dem achtern angeordneten Decksaufbau. Für das Aussetzen und Einholen von schwimmenden Seezeichen steht hier ein Bordkran zur Verfügung.

## Schwesterschiffe
Auf der Jadewerft wurden drei weitere Tonnenleger dieses Typs gebaut:
- Otto Treplin (Baunummer 101), von 1966 bis 2002 Wasser- und Schifffahrtsamt Kiel und seit 2008 Reederei Norden-Frisia.
- Gustav Meyer (Baunummer 103), seit 1967 Wasserstraßen- und Schifffahrtsamt Emden.
- Konrad Meisel (Baunummer 113), von 1968 bis 1998 Wasser- und Schifffahrtsamt Cuxhaven und seit 2009 als Claymore II in Neuseeland registriert